# Ludovico Montaperto
Ludovico Montaperto (XIV secolo – dopo il 1414) fu signore di Raffadali.

## Biografia
Ludovico Montaperto, detto anche Aloiso, era figlio di Lamberto Montaperto junior e di Isabella Chiaromonte.
Fu consigliere di re Martino I di Sicilia. 
Nel 1386 richiese il tenimento della porta di Geraci, presso Nicosia, appartenuto a Scaloro degli Uberti. Nel 1397 ricevette l'incarico di bandire i sediziosi che turbavano Girgenti. Sposò in prime nozze Antonia Uberti, figlia di Andrea Uberti, conte di Assoro, e di Limburga del Carretto, la quale ereditò da Giovanni Uberti, morto senza figli, i feudi degli Uuberti. Da Antonia ebbe Giovanni Gaspare Montaperto. 
Sua seconda moglie fu Mattia Del Carretto, con la quale generò Antonello, Isabella e Maria. Nel 1408 risultava signore dei feudi di Gatta, Cundrò, Gruttichelli, Buterno, Ragalfadali e metà Cometi. Il suo testamento è datato 4 gennaio 1414.